# کالیفرنیای شمالی

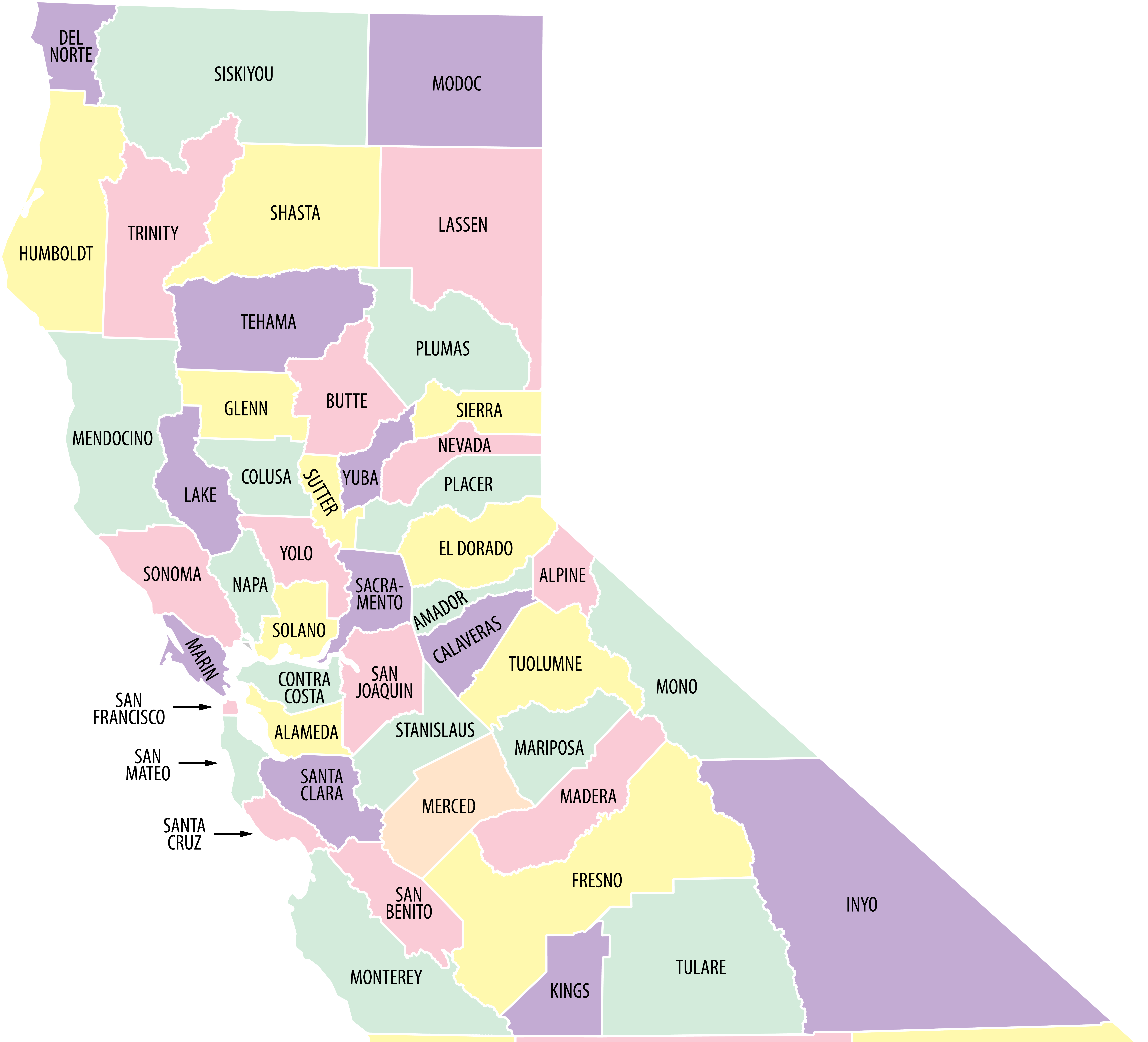
نقشهٔ شهرستان‌های کالیفرنیای شمالی

کالیفرنیای شمالی بخش شمالی ایالت کالیفرنیای آمریکا است که بیشتر مساحت این ایالت را شامل می‌شود و از ۴۸ شهرستان تشکیل شده‌است.
پیشینهٔ سکونت انسان در این ناحیه به پیش از میلاد مسیح می‌رسد. کالیفرنیای شمالی از پرجمعیت‌ترین سکونتگاه‌های آمریکا پیش از کریستف کلمب بوده‌است.
شهرهای بزرگ کالیفرنیای شمالی عبارتند از سن خوزه و سان فرانسیسکو و ساکرامنتو و اوکلند و فرزنو و استوکتون و مودستو و هیوارد و فریمانت و سانتا روزا و سانی‌ویل و سن رافائل و ردینگ و سالیناس و ویسالیا و چیکو و اورکا.